# Ausschöpfungsquote
Ausschöpfungsquote oder Rücklaufquote, gelegentlich auch Ausschöpfung, (engl. response rate) bezeichnet in der quantitativen Sozialforschung das Verhältnis von gezogenen Stichprobeneinheiten zu tatsächlich erreichten Einheiten.
Hohe Rücklaufquoten werden meist als Indiz für eine hohe Repräsentativität der Stichprobe gedeutet. Allerdings ist dies keine notwendige Bedingung für eine repräsentative Stichprobe, sofern die niedrigen Rücklaufquoten Ergebnis zufälliger Ausfälle sind. Ein Antwortausfall kann auch zu einer Antwortausfallverzerrung (non-response bias) führen. Da in der Empirie eine hohe Repräsentativität der Antworten angestrebt wird, soll eine solche ausgeschlossen werden. Zumindest aber gilt die Ausschöpfungsquote als Indikator der generellen Datenqualität.
Die Rekrutierung beeinflusst die Anzahl aller möglichen Interviews. Jeder Antwortausfall beeinflusst anschließend die Rücklaufquoten. Diese können ganz verschiedene Ursachen haben, etwa wenn nur bestimmte Angaben fehlen, oder eine Kontaktaufnahme nicht möglich war.

## Bedeutung
Ausschöpfungsquoten spielen insbesondere bei der Umfrageforschung eine Rolle. Hier entspricht die Ausschöpfungsquote dem Verhältnis von realisierten zu versuchten Interviews: Versucht also ein Interviewer, 150 Personen zu befragen, schafft es aber nur bei 30 von ihnen, die komplette Befragung durchzuführen (etwa, weil die meisten Respondenten die Kooperation verweigern), beträgt die Rücklaufquote 20 %. Ähnlich ist es bei schriftlichen Umfragen: Erhält der Marktforscher von 1000 verschickten Fragebögen 100 ausgefüllt zurück, beträgt die Rücklaufquote 10 %.
Generell ist eine möglichst hohe Ausschöpfung anzustreben, da bei Ausfällen oft nicht klar ist, ob es sich um systematische Ausfälle handelt (es verweigern beispielsweise besonders viele Anhänger einer bestimmten Partei die Befragung) oder um nicht verzerrende nichtsystematische Ausfälle (z. B. in eine Haushaltsstichprobe geratene Geschäftsräume).
Die unterschiedlichen Ausfalltypen werden auch bei der Berechnung der Rücklaufquoten berücksichtigt. Für die Berechnung Netto-Ausschöpfung werden nichtsystematische Ausfälle nicht berücksichtigt.
Im Allgemeinen liegen die Rücklaufquoten bei schriftlichen Befragungen deutlich niedriger als bei mündlichen Umfragen. Dabei gelten für schriftliche Untersuchungen – sofern es sich nicht um Spezialumfragen bei einem definierten Personenkreis handelt – Rücklaufquoten von mehr als 15 Prozent bereits als bemerkenswert hoch.

### Bedeutung bei Wahlen
Der Bundeswahlleiter weist seit 2017 die Ausschöpfungsquote der Parteien von den Wahlberechtigten bei Bundestagswahlen öffentlich aus. Bereits im Jahr zuvor hatte Die Welt die Ausschöpfungsquote bei der Landtagswahl in Mecklenburg-Vorpommern 2016 thematisiert und als „Das ehrliche Wahlergebnis“ bezeichnet. Dies tat sie seither bei vielen Wahlen.

## Maßnahmen zur Erhöhung der Ausschöpfungsquote
Es können viele Maßnahmen ergriffen werden, um die Ausschöpfungsquote zu erhöhen. Dabei haben diese Maßnahmen grundsätzlich verschiedene Ansatzpunkte.
- Zum einen kann versucht werden, die grundsätzliche Teilnahmebereitschaft an einer Befragung zu erhöhen. In der klassischen Marktforschung können u. a. Interviewer geschult werden, um in der Interviewanbahnungssitution eine größere Überzeugungskraft zu haben. Ebenso können schriftliche Vorabinformationen die Untersuchungsteilnehmer positiv wirken. Vielen potentiellen Untersuchungsteilnehmern ist häufig der Sinn einer Studie unklar; dem kann so entgegengewirkt werden.[5] In der Online-Forschung müssen andere Strategien angewendet werden. Althoff und MacElroy verweisen hierbei auf die Festlegung eines geeigneten Versanddatums für Einladungs-E-Mails, die Möglichkeit einer weitergehenden Personalisierung von Einladungs-E-Mails (persönliche Ansprache durch bekannte Kontakte) oder die Nutzung des Anita-Effektes.[6]
- Zum anderen können Maßnahmen ergriffen werden, um die Gefahr eines Interviewabbruchs zu minimieren. In sehr starkem Maße korreliert der Interviewabbruch mit der Fragebogenlänge bzw. der Befragungszeit. Hier kann ein geschulter Interviewer in einem Paper-Pencil- oder CAPI-Interview einem Abbruch entgegenwirken. Für Online-Interviews verweisen Althoff und MacElroy auf den Einsatz von Animationen (Surveytainment), die Layout-Gestaltung der Fragebögen (Einsatz von Bildern) und die PRD-Technik (ein Verfahren, bei dem einen Befragten die vorherigen Bewertungen angezeigt werden)[7] als mögliche Instrumente zur Minimierung von Interviewabbrüchen.[8]

## Berechnung
In der Praxis gibt es unterschiedliche Methoden, die Rücklaufquote zu berechnen. Das liegt daran, dass es mehrere Möglichkeiten gibt, die Zahl der erfüllten Interviews durch die Zahl der „Versuche“ zu dividieren. Teilt man etwa die Zahl der erfüllten Interviews durch die gesamte angestrebte Stichprobe, erhält man eine geringere Ausschöpfungsquote, als wenn man durch die um neutrale Ausfälle (Adressirrtümer, Zielperson kein Teil der Grundgesamtheit) bereinigte Stichprobe dividiert. Die Mitglieder wissenschaftlicher Vereinigungen der Markt- und Meinungsforschung sind gehalten, sich an Vereinbarungen über die Berechnung der verschiedenen Rücklaufquoten zu halten, um Manipulationen und Irreführung von Kunden und Öffentlichkeit zu vermeiden.
Die American Association for Public Opinion Research gibt 6 verschiedene Formen von Rücklaufquoten an:
- Rücklaufquote 1 (RR1): Minimum-Rücklaufquote, die Anzahl kompletter Interviews dividiert durch die Gesamtzahl an Interview. Die Gesamtzahl schließt sowohl komplette als auch teilweise Interviews mit ein, wie auch Nicht-Interviews (Ablehnungen oder Abbrüche, Nicht-Kontakte etc.) und alle anderen Gründe,
- Rücklaufquote 2 (RR2): wie RR1, zusätzlich werden teilweise Interviews wie Antworten gewertet,
- Rücklaufquote 3 (RR3): wie RR1, zusätzlich Schätzung über den Anteil der unbekannten Fälle (geschätzte unzulässige Fälle werden aus dem Nenner entfernt),
- Rücklaufquote 4 (RR4): wie RR3, berücksichtigt aber die kompletten und teilweisen Interviews,
- Rücklaufquote 5 (RR5): wie RR3, nimmt an, dass die Fallzahl unbekannter Fälle sei Null,
- Rücklaufquote 6 (RR6): wie RR5, berücksichtigt aber die kompletten und teilweisen Interviews (Maximum-Rücklaufquote).